# NGC 658
NGC 658 ist eine Spiralgalaxie vom Hubble-Typ Sb im Sternbild Fische auf der Ekliptik. Sie ist schätzungsweise 137 Millionen Lichtjahre von der Milchstraße entfernt und hat einen Durchmesser von etwa 120.000 Lichtjahren.

Im selben Himmelsareal befindet sich u. a. die Galaxie IC 152.
Das Objekt wurde am 27. November 1880 von dem französischen Astronomen Édouard Jean-Marie Stephan entdeckt.